# Cuitláhuac
Cuitláhuac (en náhuatl: Kwitlawak; 1476-25 de noviembre al 28 de noviembre de 1520, último día del mes quecholli), también llamado Cuauhtláhuac, fue el penúltimo huey tlatoani mexica, señor de Iztapalapa y hermano de Moctezuma Xocoyotzin.

## Etimología
Sobre el significado etimológico de la palabra Cuitláhuac existen varias versiones:
- Según algunos estudiosos, deriva del verbo náhuatl cuitlahuiā, "estar al cargo de algo",[4] cuya forma de participio es cuitlahuac, "el que ha sido encargado de algo". Curiosamente, dicho verbo deriva metafóricamente de cuitla-, "excremento, cosa difícil", de donde se derivó el vocablo común cuitlahuiā.
  - Este nombre habría sido una derivación por parte de La Malinche, al mencionar el nombre real del tlatoani que era Cuauhtláhuac, "Águila sobre el agua". Ella, en son de burla o desprecio, lo llamó con el nombre de Cuitláhuac. Los españoles tomaron este nombre como real sin conocer el verdadero significado y así quedó plasmado en la historia.
- Ángel María Garibay K. confirmó la traducción como lama del agua,[5] al igual que la lingüista Patricia Máynez, quien además lo traduce como lugar de tecuitlatl y suciedad seca (alga seca). Bernardino de Sahagún lo escribió con la grafía Cujtlaoac,[6] topónimo que hoy en día se ha acortado a Tláhuac, lugar ubicado en el sureste de la Ciudad de México, y que era una isla del extinto lago de Chalco. El historiador Manuel Orozco y Berra—considerando el códice de Mendoza—opinó que el tlatoani sencillamente había tomado el nombre de dicho lugar.[7]
- Bernal Díaz del Castillo lo nombró como Coadlabaca en su Historia verdadera de la conquista de la Nueva España.

## Biografía
Hijo de Axayácatl y por ello hermano del huey tlatoani o emperador Moctezuma Xocoyotzin. La forma honorífica de Cuitláhuac es Cuitlahuatzin (el sufijo -tzin se usa para designar una dignidad similar a "don" o "señor" en español). En junio de 1520 ya se encontraba prisionero de Hernán Cortés por haber tramado un levantamiento en contra de los españoles. Cuando Cortés regresó después de haber derrotado en Cempoala a Pánfilo de Narváez, encontró que Tenochtitlan se había sublevado con motivo de la matanza hecha en el Templo Mayor ordenada por Pedro de Alvarado.

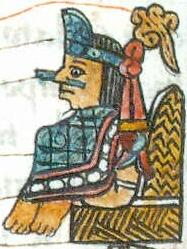
Cuitláhuac, según un códice de las primeras épocas posteriores a la conquista de México.

Cortés exigió a Moctezuma Xocoyotzin que restableciera el mercado y volviese el pueblo a la tranquilidad. Entonces, a petición de Moctezuma, Cortés puso en libertad a Cuitláhuac para que se encargase de arreglar las cosas. Mas este, al quedar libre, encabezó el levantamiento y atacó con tal fiereza el cuartel donde estaban los españoles y sus aliados que Cortés, temeroso de ser completamente aniquilado, exigió a Moctezuma que subiese a la azotea del palacio para arengar a sus súbditos mexicas y pedirles se mantuvieran en paz. La versión más aceptada es la de que Moctezuma fue herido en aquella ocasión de una pedrada y a los dos días murió. Sin embargo, otros historiadores mencionan que los españoles ya habían matado a Moctezuma, o que en ese momento le dieron muerte. En 1520, Cuitláhuac era un hombre de aproximadamente cuarenta y cuatro años, había sido tlacochcálcatl o gran general del ejército mexica.
Cuitláhuac fue el estratega principal de los combates que dieron la victoria a los mexicas en la llamada Noche Triste (30 de junio de 1520, ahora llamada Noche de la Victoria o Noche Victoriosa, para contar la historia desde la visión de los vencidos y no de los vencedores). 
Poco antes de morir Moctezuma, mientras era prisionero de Cortés, los nobles mexicas y los sacerdotes eligieron como nuevo tlatoani y jefe de la guerra a Cuitláhuac, quien desplegó una gran actividad para alistar tropas, buscar alianzas con algunos pueblos y tratar de destruir a los invasores. El 7 de septiembre de 1520 del calendario Juliano, que fue el día "13 Miquiztli" del año "2 Tekpat", durante los homenajes de coronación, fueron sacrificados todos los españoles y aliados que habían caído prisioneros en el palacio de Axayácatl y de la retaguardia de los conquistadores que no lograron escapar cuando se hundió el puente portátil que colocaban para pasar las zanjas.
Coinciden los cronistas que Córtes acongojado, triste, llora por haber sido derrotado. Luego le preguntó a Malitzin "¿Quién comandaba a los mexicas?". Esta, que lógicamente también estaba abrumada por la derrota recién sufrida, respondió con ironía y burla "Un tal Cuitláhuac", que traducido coloquialmente y tomándolo dentro del contexto del despecho por la derrota, sería "un hombre de valiente" o "un fuerte hombre".
Su gobierno duró ochenta días. La viruela acabó con la vida de Cuitláhuac en noviembre de 1520, a solo unas semanas de lograr vencer a los españoles. Había reunido ya un ejército de tres divisiones con un total de más de 500,000 soldados, miles de veces más numerosos que las fuerzas de Cortés, e incluso más que las fuerzas españolas totales instaladas en Cuba. Cuitláhuac murió a los 44 años de edad.
Le sucedió en el trono su primo Cuauhtémoc, el último tlatoani mexica de México-Tenochtitlan.